# Tetradium sambucinum
Tetradium sambucinum är en vinruteväxtart som först beskrevs av Carl Ludwig von Blume, och fick sitt nu gällande namn av Thomas Gordon Hartley. Tetradium sambucinum ingår i släktet falskt korkträd (släktet), och familjen vinruteväxter. Inga underarter finns listade i Catalogue of Life.